# له‌شدن در اثر ازدحام جمعیت

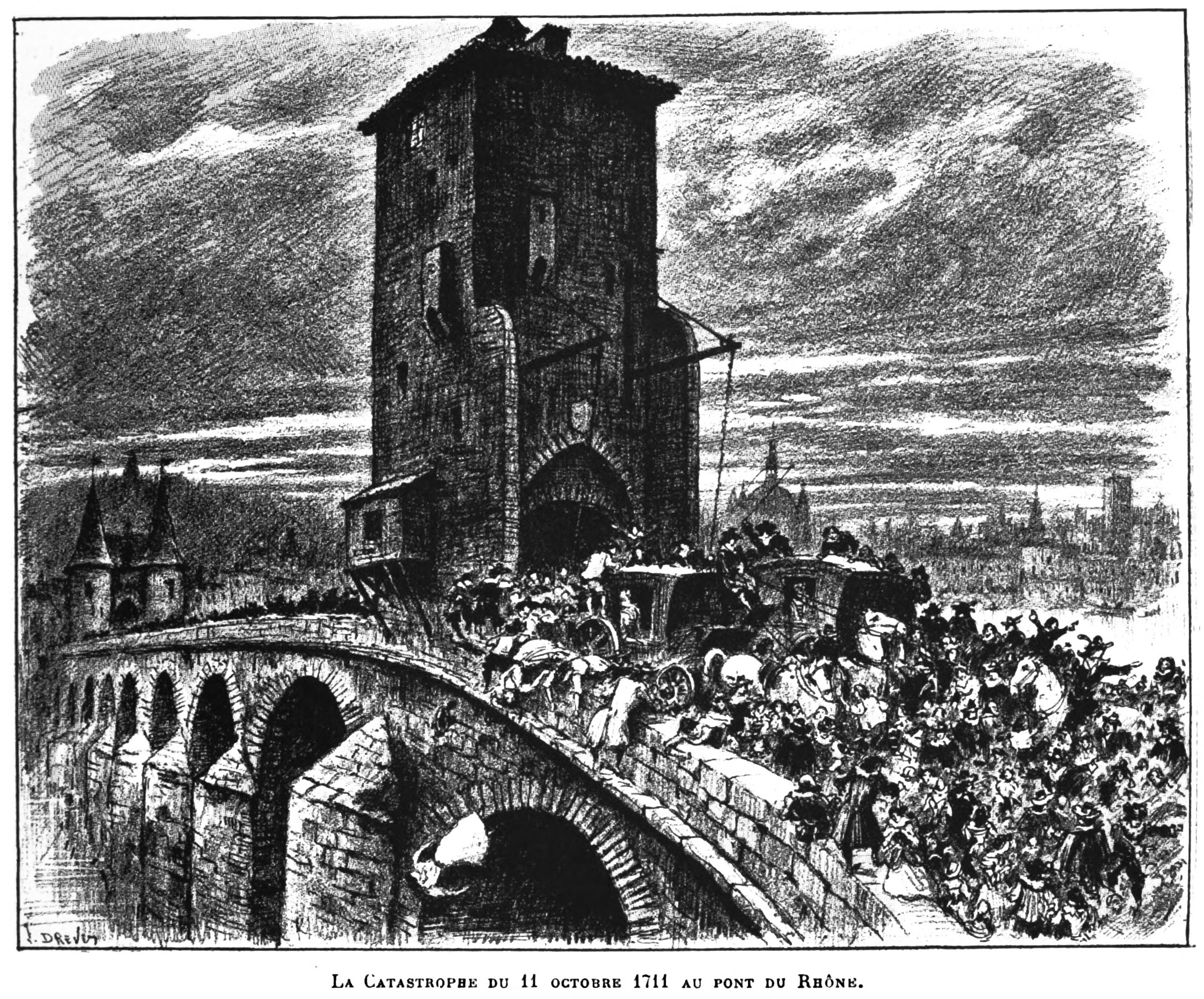
۱۱ اکتبر ۱۷۱۱: ۲۴۵ نفر در یک له شدگی در پل گیوتیر در لیون، فرانسه کشته شدند، هنگامی که جمعیت زیادی که از جشنواره ای در آن سوی رود رون برمی‌گشتند در برابر مانعی در وسط پل ناشی از برخورد کالسکه و گاری به دام افتادند.

له‌شدگی در اثر ازدحام جمعیت (انگلیسی: Crowd collapses and crushes) حوادث فاجعه‌باری هستند که می‌توانند زمانی اتفاق بیفتند که منطقه ای به‌طور خطرناکی توسط بدن افراد شلوغ شود. وقتی تراکم جمعیت به چهار تا پنج نفر در هر متر مربع (۰٫۳۷ تا ۰٫۴۶/ فوت مربع) برسد یا از آن فراتر می‌رود، فشار روی هر فرد می‌تواند باعث شود که جمعیت روی هم فرو بریزد یا آنقدر متراکم شود که افراد درگیر له یا خفه شوند.
در تراکم بسیار، یک جمعیت می‌تواند مانند یک سیل عمل کند و افراد را بدون اراده آنها حرکت دهد. چنین حوادثی همواره محصول شکست‌های سازمان‌دهی هستند و می‌توان از اکثر بلایای بزرگ جمعیت با استراتژی‌های ساده مدیریت جمعیت جلوگیری کرد. چنین حوادثی ممکن است در اجتماع‌های بزرگ مانند رویدادهای ورزشی، تجاری، اجتماعی یا مذهبی رخ دهد، اگرچه عامل مهم تراکم جمعیت است تا اندازه جمعیت. تخمین زده می‌شود که بین سال‌های ۱۹۹۲ تا ۲۰۰۲ حدود ۶۶۰۰۰ نفر در چنین حوادثی مجروح شده‌اند، اگرچه برخی از دانشمندان بر این باورند که این یک دست کم‌گرفتن فاحش است.
استفن ریچر، استاد روان‌شناسی اجتماعی دانشگاه سنت اندروز اسکاتلند، می‌گوید «تلاش دیوانه‌وار برای پیدا کردن راه خروج عامل بروز فاجعه نیست، بلکه ماجرا خیلی ساده‌تر اتفاق می‌افتد. تنها کافی است که چند نفر در بین جمعیت تعادل خود را از دست داده و زمین بخورند. در این صورت جمعیت پشت سر آنها که از وقوع این اتفاقی بی‌خبرند، همچنان فشار می‌آورند و له شدن‌ها از اینجا آغاز می‌شود».
وی معتقد است «در چنین حادثه‌هایی معمولاً نصف مرگ‌ها به دلیل خفگی اتفاق می‌افتد چون مردم آنقدر به هم فشار می‌آورند که عده‌ای نمی‌توانند به اندازه کافی تکان بخورند تا نفس بکشند».

## نمونه‌ها
- فاجعه خودینکا: یکی از اولین ازدحام‌های مرگ‌بارِ ثبت‌شده، در ۱۸۹۶ رخ داد. در مراسمِ تاج‌گذاری تزار نیکولاس دوم، در حومهٔ شهر مسکو، هزار نفر جان خود را در فاجعه خودینکا از دست دادند. دلیل ماجرا پخشِ شایعه‌ای بود که می‌گفتند تغذیه‌فروشی‌های موقتی که در مراسم برپا شده بود، به همه سوغاتی می‌دهند.
- در سال ۱۹۸۹ در یک مسابقه فوتبال در استادیوم هیلزبورو شهر شفیلد بریتانیا ازدحام جمعیت منجر به مرگ نزدیک به ۱۰۰ نفر شد.
- فاجعه پل الائمه (سال ۲۰۰۵ ):در سال ۲۰۰۵ شایعه وقوع انفجار تروریستی میان جمعیت در پل رود دجله در شهر بغداد منجر به تشویش مردم و کشته شدن ۹۶۰ نفر شد.
- ازدحام پنوم‌پن در سال ۲۰۱۰ نیز در آخرین روز از فستیوالی در کامبوج، به دلیل ازدحام جمعیت بر روی یک پل که ساعت‌ها به طول انجامیده‌است، دستکم ۳۴۵ نفر بر اثر خفگی و لگدکوب شدن کشته شدند و ۳۲۹ نفر نیز آسیب دیدند.
- حادثه ازدحام هالووین سئول: در طول جشن‌های هالووین در منطقه ایته‌وون، سئول، کره جنوبی[۱][۲][۳] موجب کشته شدن حداقل ۱۵۶ نفر و زخمی شدن حداقل ۱۵۲ نفر شد.